# Galerucella luteola
Galerucella luteola là một loài côn trùng trong họ Chrysomelidae. Loài này được Muller miêu tả khoa học đầu tiên năm 1766.
Đây là loài gây hại phát triển phổ biến ở Uzbekistan.